# Jackie Yi-Ru Ying
Jackie Yi-Ru Ying (nacida en 1966) es una investigadora de nanotecnología y directora ejecutiva del Instituto de Bioingeniería y Nanotecnología de Singapur.

## Biografía
Ying nació en Taipéi en 1966. Se mudó a Singapur con su familia en 1973, donde estudió  en la Raffles Girls' School. Su familia se mudó a Nueva York cuando tenía 15 años. Obtuvo su título de ingeniera, con graduación summa cum laude, en la Cooper Union en 1987. Posteriormente asistió a la Universidad de Princeton, recibiendo su máster en 1988 y su doctorado en 1991, ambos en ingeniería química. Pasó un año como Fellow Humboldt en el Instituto de Materiales Nuevos en Saarbrücken e investigó materiales nanocristalinos con Herbert Gleiter.
Ying se convirtió en profesora del Departamento de Ingeniería Química del Instituto de Tecnología de Massachusetts (MIT) en 1992. Se convirtió en catedrática en 2001; con 35 años fue una de las catedráticas más jóvenes del MIT.
Ying regresó a Singapur en 2003 para servir como la primera directora ejecutiva del Instituto de Bioingeniería y Nanotecnología, una división de la Agency for Science, Technology and Research (A*STAR). Su investigación se centra en las aplicaciones biomédicas y catalíticas de los sistemas y materiales nanoestructurados. Fue elegida para la Sala de la Fama de Mujeres de Singapur en 2014.
En diciembre de 2015, se anunció que fue una  de las recipientes del inaugural Premio Mustafa 2015, otorgado por la Fundación Mustafa de Ciencia y Tecnología. Fue otorgada el "Premio al Mayor Logro Científico" por "sus grandes contribuciones científicas y tecnológicas y sus logros con la síntesis de materiales nanoestructurados avanzados y bien diseñados con biosistemas miniaturizados con varias aplicaciones interesantes".